# Apéritif géant

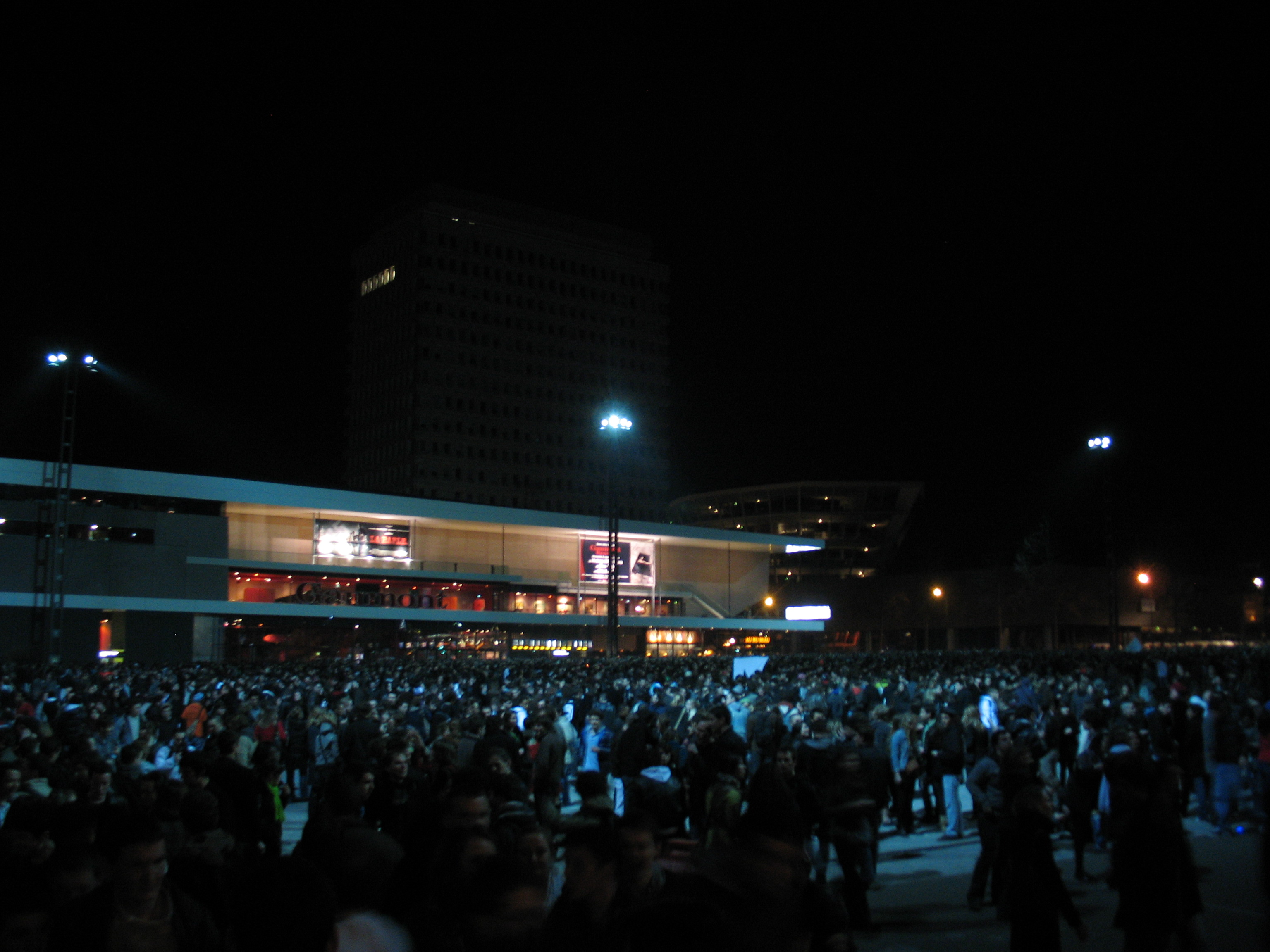
Apéritif géant à Rennes, 25 mars 2010.

L'apéritif géant, familièrement appelé apéro géant, est une pratique sociale apparue en France en 2009, qui consiste à réunir au moyen d'un réseau social (par exemple Facebook) un grand nombre de personnes (jusqu'à une dizaine de milliers) sur la place d'une ville pour consommer des boissons ensemble et « faire la fête ». 

## Histoire

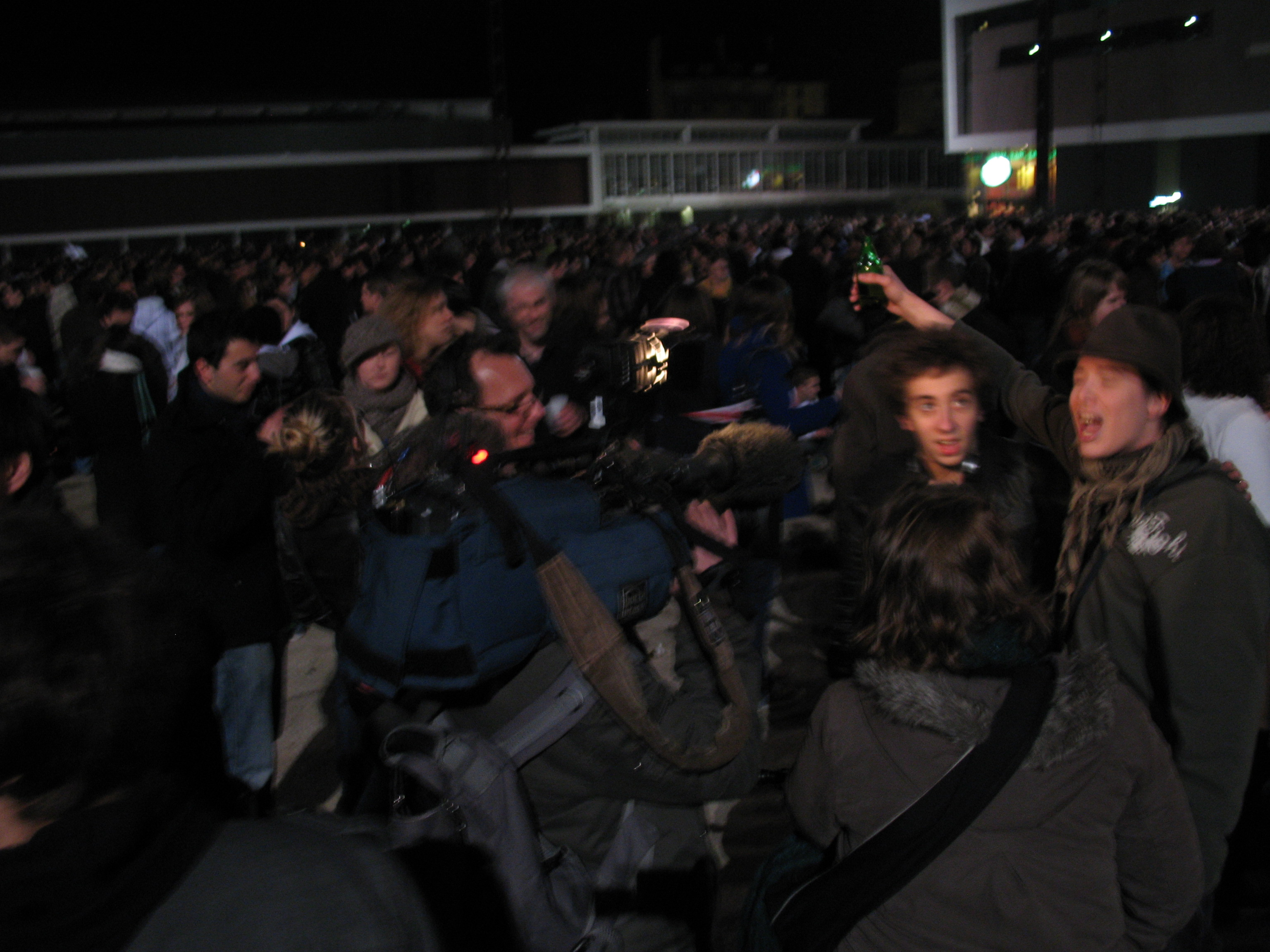
Interview d'un participant en état d'ébriété lors d'un apéritif géant.

Au départ, ce phénomène a démarré à Nantes. Il s'est étendu à Rennes et à Brest en Bretagne battant les deux précédents records, puis dans le reste de la France. En mai 2010, à la suite de la mort d'un homme en marge d'un apéritif géant qui avait rassemblé plus de 10 000 personnes dans le centre-ville de Nantes dans la nuit du 12 au 13 mai 2010, les apéros géants préoccupent les pouvoirs publics. Selon eux, l'absence d'organisateur ne permet pas d'avoir un interlocuteur et pose des problèmes de sécurité,,, qui ne sont pas sans rappeler les problèmes posés lors d'organisation de rave parties, la réflexion sur la responsabilité des réseaux sociaux et de l'anonymat sur Internet en plus.
Malgré cela, de nombreux apéritifs géants continuent à être organisés en 2010 partout en France, que ce soit dans de grandes villes (Lyon, Toulouse, Grenoble...) ou de petites communes telles Tournon-sur-Rhône (Ardèche) et Plessix-Balisson (Côtes-d'Armor). La majorité de ces « apéros » sont interdits par la préfecture du département dans lequel ils sont organisés.

## Apéro saucisson-pinard
Un type particulier d'apéritif géant est l'apéritif saucisson-pinard, qui regroupe des personnes consommant spécifiquement du porc (saucisson) et de l'alcool (pinard), les deux principaux interdits (haram) en matière d'alimentation dans le culte musulman, afin de manifester leur hostilité à ce qu'ils présentent comme une « islamisation de la France »,. D'aucuns identifient ces manifestations comme de l'islamophobie,, voire du racisme,.
L'apéritif saucisson-pinard le plus médiatisé avait été prévu le 18 juin 2010 à la Goutte-d'Or à Paris et organisé par deux organisations d'extrême droite, le Bloc identitaire et le site Riposte laïque. Elle est interdite par la préfecture de police ainsi que les contre-manifestations (notamment un apéritif halal-thé à la menthe) devant être organisées devant l'église Saint-Bernard,. L'apéro saucisson-pinard de Riposte laïque et du Bloc identitaire est organisé à la suite des prétendues révélations d'une « Sylvie François », présentée comme une habitante du quartier de la Goutte-d'Or à Paris, affirmant que son quartier était envahi par les musulmans qui imposaient leur loi. Un journaliste de Canal+, Paul Moreira, mène une enquête et produit un documentaire intitulé Islam, Antéchrist et jambon-beurre, au cours duquel Fabrice Robert, du Bloc identitaire, accompagné de membres de Riposte laïque, admet que le témoignage de « Sylvie François » est un montage mensonger et que cette personne n'est en réalité pas une habitante du quartier de la Goutte-d'Or.